# Artery Recordings
Artery Recordings est un label discographique américain de metalcore et punk hardcore, basé à Sacramento, Californie.

## Histoire
Le label est fondé en 2010 par Eric Rushing à Sacramento, en tant que filiale de Razor & Tie et de The Artery Foundation Management,. Le propriétaire du label est Eric Rushing, qui possède également The Artery Foundation. Des groupes comme Chelsea Grin, For the Fallen Dreams et Attila ont déjà sorti leurs albums via Artery. Le chanteur principal d'Attila, Chris Fronzak, fondera sa propre maison de disques, qui est étroitement liée à Artery Recordings. Le premier groupe à avoir été signé par le label est le groupe américain de pop punk Old Again.
En août 2017, Artery Recordings est racheté par Warner Bros Records pour un montant indéterminé. L'ancien président de l'entreprise, Shan Dan Horan, ainsi que l'ensemble du personnel ont été licenciés après le rachat par Warner Bros, ce qui rend l'avenir et l'orientation musicale d'Artery Recordings actuellement incertains.

## Groupes et artistes
- Alesana
- Attila[7]
- Capture the Crown
- Chelsea Grin[8]
- Conquer Divide[9]
- Crystal Lake
- Death of an Era
- Early Seasons
- For the Win
- Four Letter Lie (en)
- Fronzilla
- Fuckface Unstoppable
- Hearts and Hands
- Hoods
- Horseneck
- I Declare War
- Iwrestledabearonce
- Kublai Khan
- Myka Relocate
- Phinehas (en)
- Silent Screams[8]
- Sirens and Sailors (en)
- Shoot the Girl First
- Spoken (en)
- Steve Terreberry
- Upon This Dawning
- White Fox Society
- Will Haven[8]

### Anciens
- A Bullet for Pretty Boy (en)
- Adestria
- Austrian Death Machine
- Built on Secrets
- Buried in Verona
- Bury Tomorrow
- Casino Madrid
- Close to Home (en)
- The Crimson Armada
- Dead Silence Hides My Cries
- Dreamshade
- For the Fallen Dreams
- In Dying Arms (en)
- Incredible' Me
- Scars of Tomorrow (en)
- Soft Play (Slaves)
- Unlocking the Truth (en)
- Vanna
- Years Since the Storm (en)

### Stay Sick
- Enterprise Earth (en)
- It Lives, It Breathes
- Old Again
- The Plot in You